# Південнонімецька височина

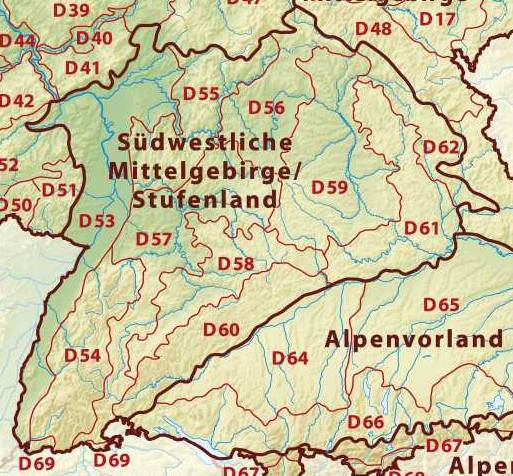
Південнонімецька височина на мапі

Південноніме́цька височина́ або Південнонімецькі скарпланди (нім. Südwestdeutsches Stufenland) — геолого-геоморфологічний природний регіон або ландшафт у Швейцарії та південнонімецьких землях Баварія та Баден-Вюртемберг. 
Ландшафт характеризується ескарпами.

## Розташування та короткий опис
Південнонімецькі скарпланди простягаються (з півночі (-північного сходу) на південь (-південний захід)) між південним Реном, Шпессартом, Оденвальдом і Шварцвальдом на заході, Франконською Юрою на сході, Швабською Юрою на південному сході і північно-східне передгір'я Юри на півдні.
Лісисті західні та північно-західні ескарпи різко знижуються до Рейнської рифтової долини та Рейнсько-Майнської рівнини, тоді як схили  відносно поступово знижуються на (північний) схід у западини, за якими лежать Тюринзький Ліс, Тюринзьке нагір’я, Франконський ліс, Фіхтельські гори, Чеський ліс і Баварський ліс. 
Подібним чином Швабська та Франконська Юра досить полого знижуються на південь (схід) до долини Дунаю, тоді як Швабська Юра, наприклад, дуже круто падає на північ (-північний захід) від Альбтрауфа. 

## Антиклінальні ескарпи між Парижем і Богемським лісом
Південнонімецькі скарпланди є частиною ескарпу, який простягається від Богемського лісу до Паризького басейну. 
Цей антиклінальний рельєф є результатом тектонічного підняття земної поверхні між Парижем і Богемським лісом. 
Після занурення рифтової долини Верхнього Рейну в зоні максимального підняття та вигину на схід і захід від рифту утворилися ескарпи. 
Ці регіони відомі на заході як Північнофранцузькі скарпланди (у північній Франції та Пфальці) і на сході як Південнонімецькі скарпланди (у Баден-Вюртемберзі та на півночі Баварії). 
Ці дві великі ділянки ескарпів з'єднані на півдні з ескарпами Тафелюра на Високому Рейні, а також у регіоні Базель, Ажуа та Белфортської брами. 
У районі Фальтенюри, навколо південного периметра Верхньорейнського рифту в Зундгау (Пфіртер Юра), два скарпланди (розгорнуті шари) відокремлені один від одного невеликою відстанню.
Шари гірських порід утворилися в тріасовому та юрському періодах мезозойської ери. 
Осадові шари були плавно нахилені та оголені, а ерозія та вивітрювання відбувалися по-різному залежно від їх складу. 
Менш стійкі породи розмивалися швидше, відступаючи до моменту, коли вони були перекриті більш стійкими породами, що призвело до утворення куест, характерних для скарпландів.

## Геологія
Сучасний ландшафт ескарпів сформувався в мезозойську еру. 
Приблизно 350 мільйонів років тому виникла велика улоговина, оточена гірськими хребтами. 
До цього червоний пісковик накопичувався в численних западинах, продукти ерозії з Герценських гір. 
У тріасовому та юрському періодах регіон іноді лежав над рівнем моря, а іноді під ним, так що чергувалися пласти континентальних і морських відкладень.
Типові сучасні ескарпи виникли з неогену, після того, як рифтова долина Верхнього Рейну утворилася в результаті тектонічних процесів плит приблизно 30 мільйонів років тому. 
Регіони по обидві сторони рифтової долини були сильно підняті, утворивши Шварцвальд з боку Німеччини та Вогези з боку Франції. 
Це підняття призвело до того, що в усьому південнонімецькому регіоні ескарпи вже не лежали горизонтально, а були нахилені від Рейнського рифту, що спускався із заходу на схід. 
В результаті підйому та нахилу цих осадових шарів почалося вивітрювання, якому стійкіші шари породи протидіяли довше, ніж м’якіші шари. Наприклад, глини відносно легко розмивалися та утворювали пологіші схили, тоді як твердіші пісковики або вапняки були менш піддатими до вивітрювання та утворювали крутіші схили.
Найважливіші пласти названі за геологічними періодами мезозойської ери. 
У порядку їх появи із заходу на схід: бантерський пісковик, мушелькальк, койпер, чорна юра, бура юра та біла юра. 
Строкатий пісковик зустрічається переважно в Північному Шварцвальді і забезпечив подальше існування великих лісових масивів через низьку продуктивність ґрунтів. 
Мушлевий вапняк лежить в підмурівку родючих ландшафтів Геу від Бару аж до Нижньої Франконії. 
Койпер, з його відносно бідними ґрунтами, знову ж таки, дає свою назву ескарпам височини Койпер-Ліас. 
Найвидатніші юрські ескарпи — особливо Швабська та Франконська Юра — утворені білою юрою, а на південному заході також бурою юрою.

## Використання людиною та економічне значення
Рифтова долина Верхнього Рейну і басейн Майнца мають відносно родючі орні землі в результаті відкладень лесу льодовикового періоду. 
Однак на височинах ґрунти мають низьку або середню продуктивність. 
У місцях, де вапняк виходить на поверхню, карстування призвело до утворення печер, які дренують майже всі опади. 
Як наслідок, у цих високогірних районах дуже мало поверхневих вод. 
Певною мірою це стосується Швабської та Франконської Юри, які знаходяться на північ від верхньої течії Дунаю. 
Виноградники зосереджені в нижніх районах гірських масивів, тоді як лісове господарство відіграє важливу роль у вищих гірських районах.